# Oobius funestus
Oobius funestus är en stekelart som beskrevs av Annecke 1967. Oobius funestus ingår i släktet Oobius och familjen sköldlussteklar. Inga underarter finns listade i Catalogue of Life.